# Louis Tussaud's Wax Museum

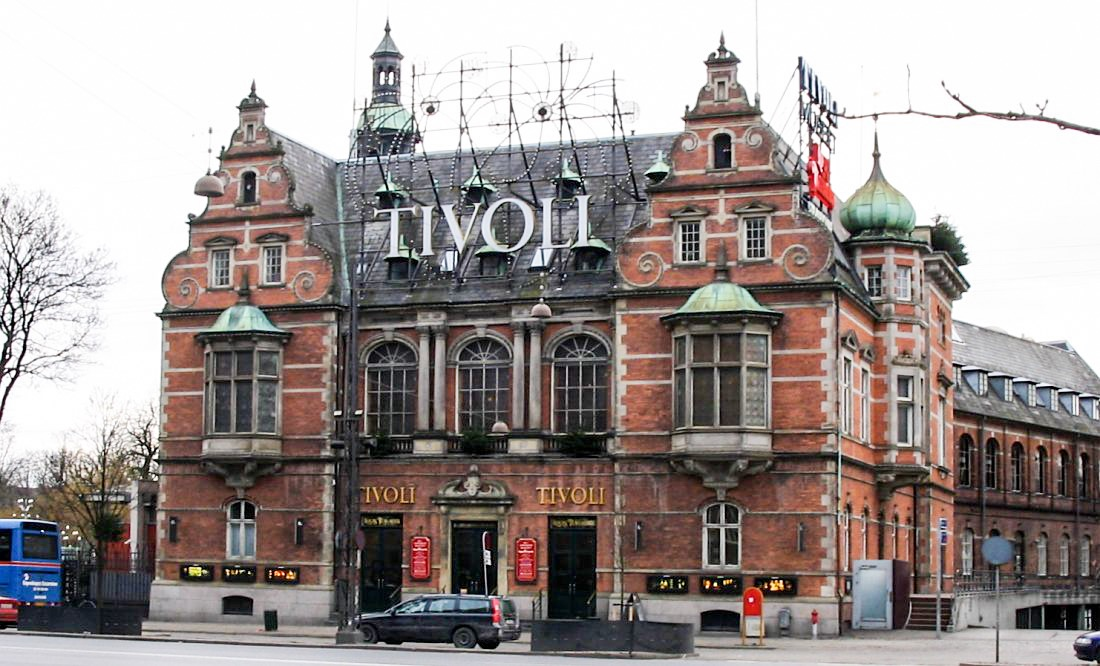
Det så kallade H.C. Andersenslottet, i vilket Louis Tussaud's Wax Museum låg inrymt.

Louis Tussaud's Wax Museum var ett vaxkabinett i Köpenhamn, verksamt 1974−2007.
Vaxkabinettet öppnade 1974 i den byggnad på H.C. Andersens Boulevard som är känd som H.C. Andersenslottet eller Tivolislottet (huset, vilket ursprungligen uppfördes 1892−1893 som lokal för stadens konsthantverksmuseum, ingår numera i Tivolis byggnadsbestånd). Det stängde den 31 augusti 2007 sedan Tivoli beslutat att man önskade använda lokalerna för andra, egna ändamål. Museet omfattade runt 200 vaxfigurer.
Det köpenhamnska Tussaudkabinettet tillhörde ursprungligen en brittisk kedja grundad av Louis Tussaud, ett barnbarnsbarn till den berömda vaxskulptrisen Marie Tussaud, grundare av Madame Tussauds i London. Det övertogs senare av den amerikanska nöjeskedjan Ripley Entertainment. Enligt Ripleys uppgifter hade vaxkabinettet vid sin nedläggning haft nära tio miljoner besökare under de 33 år det existerat. Lokal chef var under hela denna tid Bent Green.